# Joseph Monier

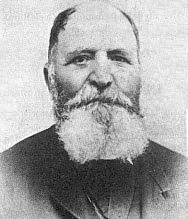
Joseph Monier

Joseph Monier (Saint-Quentin-la-Poterie, 8 november 1823 – Parijs, 12 maart 1906) was een Frans tuinman en een van de grondleggers in de ontwikkeling van gewapend beton.
In een poging om stevige bloembakken te maken, bepleisterde Monier een netwerk van ijzerdraad met specie. Hoewel hij niet de eerste was die op deze wijze gewapend beton maakte, wordt hij algemeen gezien als een van de grondleggers daarvan. Monier toonde zijn bloembakken voor het eerst op de Parijse wereldtentoonstelling van 1867. In datzelfde jaar verkreeg (1867) hij zijn eerste patent en er zouden er nog vele volgen. Monier maakte niet alleen bloembakken, maar ook manden, buizen, reservoirs en zelfs vloerplaten van gewapend beton.